# Felix Beiersdorf
Felix Beiersdorf (* 1. August 1998 in Leipzig) ist ein ehemaliger deutscher Profifußballspieler. Lange Jahre bei RB Leipzig ausgebildet, kam er dort jedoch nicht über die zweite Mannschaft hinaus. Nach mehreren Stationen bei unterklassigen Vereinen, bei denen er jedoch nur sporadisch zum Einsatz kam, spielt der Mittelfeldspieler seit 2019 auf Amateurebene. Als Jugendspieler kam er zu mehreren Einsätzen für DFB-Juniorennationalmannschaften.

## Karriere

### Jugend- und Profibereich
Beiersdorf begann seine Karriere beim FC Sachsen Leipzig. Im Sommer 2009 wechselte er in die Jugend des gerade neu gegründeten Vereins RB Leipzig. Dort entwickelte er sich zum Juniorennationalspieler: Zwischen November 2012 und März 2013 spielte er vier Mal in der U15-Auswahl. Ein Jahr später folgte im März 2014 ein Einsatz in der U16-Auswahl. Zwischen November 2015 und März 2016 kam Beiersdorf neun Mal in der U18-Auswahl zum Einsatz und erzielte zwei Tore. Für die Leipziger spielte Beiersdorf in den Spielzeiten 2012/13, 2013/14 (beide unter Frank Leicht) und 2014/15 (unter Robert Klauß) mit den B1-Junioren (U17) in der B-Junioren-Bundesliga. Dabei wurde er 2014 und 2015 mit seiner Mannschaft Meister der Staffel Nord/Nordost. Während man 2014 im Finale um die gesamtdeutsche Meisterschaft Borussia Dortmund unterlag, scheiterte man ein Jahr später im Halbfinale erneut an den Dortmundern. Während seiner letzten Saison bei der U17 spielte der Mittelfeldspieler parallel bereits einige Spiele mit den A-Junioren (U19) in der A-Junioren-Bundesliga, denen er in der Saison 2015/16 – erneut unter Leicht – fest angehörte. Im Mai 2016 stand er zudem unter Ralf Rangnick am letzten Spieltag für die Profis in der 2. Bundesliga im Spieltagskader, wurde jedoch nicht eingewechselt. Wenige Tage später kam der 17-Jährige in der zweiten Mannschaft in der viertklassigen Regionalliga Nordost erstmals im Herrenbereich zum Einsatz. Die Saison 2016/17 verbrachte Beiersdorf, obwohl er in dieser Spielzeit letztmals für die U19 spielberechtigt war, größtenteils mit der zweiten Mannschaft, die von seinem früheren U17-Trainer Klauß betreut wurde. Im Oktober 2016 erhielt er einen Profivertrag mit einer Laufzeit bis zum 30. Juni 2021. Er kam auf 21 Regionalligaeinsätze (2 Tore) und bis zur Winterpause außerdem auf 5 Einsätze für die U19.
Nach dieser Saison meldete RB Leipzig seine zweite Mannschaft vom Spielbetrieb ab. Da Beiersdorf den Juniorenbereich verlassen hatte, entschied man sich, ihn für die Saison 2017/18 an den österreichischen Zweitligisten SC Wiener Neustadt auszuleihen. Bei den Niederösterreichern konnte er sich jedoch nicht durchsetzen und kam nur auf 2 Einwechslungen. Ansonsten spielte Beiersdorf in der zweiten Mannschaft in der fünftklassigen 2. Landesliga Ost Niederösterreich.
Im Februar 2018 wurde die Leihe beendet und Beiersdorf an den Regionalligisten BSG Chemie Leipzig weiterverliehen. Bis zum Ende der Saison 2017/18 kam er auf einen Einsatz in der Regionalliga Nordost.
Zur Saison 2018/19 wurde Beiersdorf innerhalb der Regionalliga Nordost an den ZFC Meuselwitz weiterverliehen. Nach einem Kurzeinsatz in der ersten Mannschaft über wenige Minuten und zwei Einsätzen in der zweiten Mannschaft in der sechstklassigen Thüringenliga löste Beiersdorf zum 31. Dezember 2018 seinen Vertrag beim ZFC Meuselwitz sowie seinen noch bis Ende Juni 2021 laufenden Profivertrag bei RB Leipzig auf.

### Amateurbereich
Anfang Januar 2019 schloss sich der 20-Jährige als Amateur dem Leipziger SV Südwest an, der in der achtklassigen Stadtliga Leipzig spielte. Er begann bei einem Finanzdienstleister eine Berufsausbildung zum Versicherungskaufmann. Bis zum Ende der Saison 2018/19 erzielte Beiersdorf 3 Tore. In der Saison 2019/20 gelang dem LSV als Meister der aufgrund der COVID-19-Pandemie abgebrochenen Spielzeit der Aufstieg in die siebtklassige Landesklasse Nord, wozu der Mittelfeldspieler 4 Tore beisteuerte. Auch die Saison 2020/21 wurde im Amateurbereich nach wenigen Spielen abgebrochen. Beiersdorf hatte bis dahin in der Landesklasse Nord ein Tor erzielt. In der Saison 2021/22 folgten bis zur Winterpause 2 Tore.
Im Januar 2022 wechselte Beiersdorf in den höheren Amateurfußball und schloss sich in der fünftklassigen Oberliga Nordost dem FC Grimma an. Bis zum Ende der Saison 2021/22 kam er 12-mal zum Einsatz und erzielte ein Tor. In der Saison 2022/23 folgten 33 Einsätze und 5 Tore, in der Saison 2023/24 18 Einsätze und 3 Tore.
Vor der Saison 2024/25 schloss sich Beiersdorf dem SV Tapfer Leipzig an, der zuvor in die sechstklassige Sachsenliga aufgestiegen war.

## Erfolge
- Meister der Stadtliga Leipzig und Aufstieg in die Landesklasse Nord: 2020
- Meister der B-Junioren-Bundesliga Nord/Nordost: 2014, 2015